# Ahmed Ibrahim
Ahmed Ibrahim est né le 6 mai 1974 à Banda Ahenkro, est un homme politique ghanéen.
Il est membre du septième Parlement de la quatrième République du Ghana, (en) représentant la circonscription de Banda (en) dans la région de Bono (en) sur la liste du Congrès national démocratique,,. Il est le whip en chef adjoint de la minorité au Parlement du Ghana jusqu'à sa nomination au poste de ministre du gouvernement local, de la chefferie et des affaires religieuses (en),,.

## Biographie

### Enfance et formation
Ibrahim est né le 6 mai 1974 à Banda Ahenkro dans la région de Bono (en) au Ghana . Ibrahim a étudié à l' Université du Ghana où il a obtenu une licence en sciences politiques et en philosophie en 2001. Il a également obtenu une maîtrise en administration des affaires, avec spécialisation en finance, de l' Institut ghanéen de gestion et d'administration publique en 2019.

### Carrière
Il est le directeur général de Flamingo Publications (Ghana) Limited.
Ibrahim a commencé sa carrière politique en 2009 après avoir été déclaré vainqueur des élections générales ghanéennes de 2008 pour sa circonscription. Il a ensuite été élu au 5e Parlement de la 4e République du Ghana le 7 janvier 2009. Après avoir terminé son premier mandat, Ibrahim a décidé de se présenter pour un autre mandat en 2013 et a battu Joe Danquah pour conserver son siège. En 2015, il a participé et remporté les primaires parlementaires du NDC pour la circonscription de Banda (en) dans la région de Bono (en) au Ghana . Il a remporté ce siège parlementaire lors des élections générales ghanéennes de 2016 en obtenant 6 167 voix représentant 52,03 % contre son adversaire 5 660 voix représentant 47,76 %,.
Il a été réélu député pour la 9e législature sur la liste du Congrès national démocratique. Il a été nommé ministre en charge du Gouvernement local et du Développement rural (en) par John Mahama,.
Ibrahim est membre du Comité spécial du budget, membre du Comité des communications, membre du Comité du gouvernement local et du développement rural et membre du Comité des affaires.

### Vie personnelle
Ibrahim est chrétien. Il est marié et père d'un enfant.